# Dominique Erbani
Dominique Erbani (Eymet, 16 de agosto de 1956) es un ex–jugador francés de rugby que se desempeñaba como ala.

## Selección nacional
Fue convocado a Les Bleus por primera vez en julio de 1981 para enfrentar a los Wallabies y disputó su último partido en febrero de 1990 ante el XV de la Rosa. En total jugó 46 partidos y marcó tres tries para un total de 12 puntos (un try valía 4 puntos por aquel entonces).

### Participaciones en Copas del Mundo
Solo disputó una Copa del Mundo; Nueva Zelanda 1987 donde Erbani fue un jugador titular y marcó un try ante los Stejarii. Les Bleus integrados por jugadores como Philippe Sella y Serge Blanco; mostrarían un gran nivel a lo largo del torneo, ganaron su grupo concediendo solo un empate ante el XV del Cardo, vencieron a los Flying Fijians en cuartos de final, derrotaron a Australia en semifinales y perdieron la final ante los anfitriones; los All Blacks.
| Mundial                       | Sede          | Resultado  | PJ | Tries |
| ----------------------------- | ------------- | ---------- | -- | ----- |
| Copa Mundial de Rugby de 1987 | Nueva Zelanda | Subcampeón | 5  | 1     |

## Palmarés
- Campeón del Torneo de las Seis Naciones de 1987 y 1989.
- Campeón del Top 14 de 1981–82 y 1987–88.
- Campeón de la Copa de Francia de Rugby de 1983.